# 雛蛇鰻
雛蛇鰻，為輻鰭魚綱鰻鱺目糯鰻亞目蛇鰻科的其中一種，分布於東大西洋的幾內亞比索及安哥拉海域，棲息深度106-154公尺，體長可達58.5公分，棲息在底層水域，屬肉食性，生活習性不明。

## 擴展閱讀
維基物種上的相關：雛蛇鰻